# Ocotea bicolor
Ocotea bicolor är en lagerväxtart som beskrevs av Vattimo. Ocotea bicolor ingår i släktet Ocotea och familjen lagerväxter. Inga underarter finns listade i Catalogue of Life.